# Guildford
Guildford (/ˈgɪlfɚd/) este un oraș în partea de sud a Regatul Unit, în comitatul Surrey, regiunea South East, Anglia. Are o populație de 66.773 locuitori.

## Orașe din cadrul districtului
- Great Yarmouth

## Personalități născute aici
- Lily Collins (n. 1989), actriță.